# Edward Dmytryk
Edward Dmytryk (4. september 1908 i Grand Forks, Britisk Columbia, Canada – 1. juli 1999 i Encino, Californien, USA) var en amerikansk filminstruktør, født i Canada.
Dmytryk begyndte som filmklipper, og instruktørdebuterede i 1935, og gjorde sig bemærket med Hitler's Children (1943). Derefter fulgte de tæt fortalte kriminaldramaer som er blandt hans bedste film: Murder, My Sweet (Farvel, min elskede, 1944), Cornered (1945) og Crossfire (Blindt had, 1947). Dmytryk blev sortlistet i Hollywood og arbejdede nogle år i England. Efter at have navngivet nogle af sine kolleger fik han arbejde i USA igen. The Caine Mutiny (Mytteriet på Caine, 1954) med Humphrey Bogart blev en stor biografsucces, og han lavede senere film som The Left Hand of God (General Yangs fange, 1955) og The Young Lions (De unge løver, 1958); sidstnævnte med Marlon Brando. Han underviste i film ved University of Southern California fra 1981. Han udgav sin selvbiografi It's a Hell of a Life But Not a Bad Living i 1979.